# Daniel Gómez Portet
Daniel Gómez Portet (Barcelona, 1 d'octubre de 1980 -) és periodista i presentador dels informatius matinals de Telecinco.

## Carrera professional
Va estudiar al col·legi Sagrada Familia Horta.
Als 29 anys, Daniel Gómez compta amb una llarga trajectòria en mitjans de comunicació, alguns dels quals treballant abans de llicenciar-se en Periodisme a la Universitat Autònoma de Barcelona.
Va iniciar la seva carrera el 1998 a Ona Rambla-Ona Zero a Catalunya com a membre dels serveis informatius, on va adquirir experiència com a productor, redactor i editor de les edicions de cap de setmana, nit i migdia durant més de cinc anys.
El novembre de 2003, el periodista es va incorporar a la redacció de la delegació de Catalunya de Informativos Telecinco i va realitzar directes amb La mirada crítica i El programa de Ana Rosa. Des de 2007 presenta l'informatiu matinal de Telecinco.

## Seleccionat al TP d'Or
A l'edició 2010 dels TP d'Or que atorga la revista televisiva Teleprograma, va estar preseleccionat per a la categoria de Millor presentador d'informatius. Finalment, no va aconseguir la nominació.